# 1972 en astronautique
Chronologie de l'astronautique
- 1968
- 1969
- 1970
- 1971
- 1972
- 1973
- 1974
- 1975
- 1976

Cette page présente une chronologie des événements qui se sont produits pendant l'année 1972 dans le domaine de l'astronautique.

## Synthèse de l'année 1972

### Vols habités
- 16 avril 1972 : Lancement d'Apollo 16. Cinquième mission sur la Lune. La mission dure 11 jours dont près de 3 jours sur la Lune.
- 7 décembre 1972 : Lancement d'Apollo 17. Sixième et dernière mission sur la Lune du programme Apollo. La mission dure 12 jours et demie dont 3 jours et 3 heures sur la Lune. C'est le dernier vol habité en direction de la Lune du siècle.

## Activité spatiale détaillée

### Chronologie

#### Janvier
| Date            | Lanceur              | Base de lancement | Type                   | Charge utile       | Notes                               |
| 20 janvier 1972 | Titan IIID           | Vandenberg        | Orbite basse           | KH-9 SV-2          | Satellite de reconnaissance optique |
| 20 janvier 1972 | Titan IIID           | Vandenberg        | Orbite basse           | P-11 2e génération | Satellite d'écoute électronique     |
| 23 janvier 1972 | Atlas SLV-3C Centaur | Cape Canaveral    | Orbite géostationnaire | Intelsat IV F4     | Satellite de télécommunications     |
| 25 janvier 1972 | Cosmos-2             | Baïkonour         | Orbite basse           | DS-P1-Yu No. 52    | Calibration radar                   |

#### Février
| Date            | Lanceur       | Base de lancement | Type             | Charge utile | Notes                                 |
| 3 février 1972  | Voskhod 11A57 | Baïkonour         | Orbite basse     | Zenit-2M     | Satellite de reconnaissance           |
| 14 février 1972 | Proton-K/D    | Baïkonour         | Orbite lunaire   | Luna 20      | Mission retour échantillon lunaire    |
| 16 février 1972 | Voskhod 11A57 | Baïkonour         | Orbite basse     | Zenit-4M     | Satellite de reconnaissance           |
| 16 février 1972 | Titan 33B     | Vandenberg        | Orbite de Molnia | Jumpseat 2   | Satellite d'écoute électronique Échec |
| 25 février 1972 | Cosmos-3M     | Baïkonour         | Orbite basse     | Tsiklon      | Satellite de navigation               |

#### Mars
| Date          | Lanceur              | Base de lancement | Type                   | Charge utile     | Notes                                           |
| 1er mars 1972 | Titan IIIC           | Cape Canaveral    | Orbite géostationnaire | DSP 4            | Satellite d'alerte avancée                      |
| 1er mars 1972 | Vostok 8A92M         | Baïkonour         | Orbite basse           | Tselina-D        | Satellite d'écoute électronique                 |
| 3 mars 1972   | Atlas SLV-3C Centaur | Cape Canaveral    | Orbite héliocentrique  | Pioneer 10       | Sonde spatiale ; premier survol de Jupiter      |
| 4 mars 1972   | Voskhod 11A57        | Baïkonour         | Orbite basse           | Zenit-2M         | Satellite de reconnaissance                     |
| 12 mars 1972  | Delta N              | Vandenberg        | Orbite polaire         | TD-1A            | Observatoire UV, rayons X et gamma              |
| 15 mars 1972  | Voskhod 11A57        | Baïkonour         | Orbite basse           | Zenit-4M         | Satellite de reconnaissance                     |
| 17 mars 1972  | Titan 24B            | Vandenberg        | Orbite basse           | KH-8             | Satellite de reconnaissance optique             |
| 22 mars 1972  | Cosmos-3M            | Baïkonour         | Orbite basse           | Tselina-OM       | Satellite d'écoute électronique                 |
| 24 mars 1972  | Thor Burner 2A       | Vandenberg        | Orbite héliosynchrone  | DMSP 5528        | Satellite météorologique militaire              |
| 25 mars 1972  | Cosmos-3M            | Baïkonour         | Orbite basse           | Sfera            | Géodésie                                        |
| 25 mars 1972  | Cosmos-2             | Baïkonour         | Orbite basse           | DS-P1-Yu No. 46  | Calibration radar                               |
| 27 mars 1972  | Molnia M             | Baïkonour         | Orbite héliocentrique  | Venera 8         | Atterrisseur venusien                           |
| 30 mars 1972  | Vostok 8A92M         | Baïkonour         | Orbite héliosynchrone  | Meteor-MV No. 23 | Satellite météorologique                        |
| 31 mars 1972  | Molnia M             | Baïkonour         | Orbite héliocentrique  | Cosmos 482       | Atterrisseur vénusien du programme Venera Échec |

#### Avril
| Date          | Lanceur               | Base de lancement      | Type             | Charge utile    | Notes                                        |
| 3 avril 1972  | Voskhod 11A57         | Baïkonour              | Orbite basse     | Zenit-4M        | Satellite de reconnaissance                  |
| 4 avril 1972  | Molnia M              | Baïkonour              | Orbite de Molnia | Molniya-1       | Satellite de télécommunications              |
| 6 avril 1972  | Voskhod 11A57         | Baïkonour              | Orbite basse     | Zenit-2M        | Satellite de reconnaissance                  |
| 7 avril 1972  | Voskhod 11A57         | Baïkonour              | Orbite basse     | Energiya        | Etude des rayons cosmiques et des météorites |
| 11 avril 1972 | Cosmos-2              | Baïkonour              | Orbite basse     | DS-P1-Yu No. 58 | Calibration radar                            |
| 14 avril 1972 | Molnia M              | Baïkonour              | Orbite haute     | Prognoz         | Etude de la magnétosphère                    |
| 14 avril 1972 | Voskhod 11A57         | Baïkonour              | Orbite basse     | Zenit-4M        | Satellite de reconnaissance                  |
| 16 avril 1972 | Saturn V              | Centre spatial Kennedy | Orbite lunaire   | Apollo 16       | Mission habitée sur la Lune                  |
| 19 avril 1972 | Thorad SLV-2H Agena D | Vandenberg             | Orbite basse     | Corona KH-4B-16 | Satellite de renseignement optique           |
| 21 avril 1972 | Cosmos-2              | Baïkonour              | Orbite basse     | DS-P1-Yu No. 57 | Calibration radar                            |
| 25 avril 1972 | Cosmos-2              | Baïkonour              | Orbite basse     | DS-P1-Yu No. 51 | Calibration radar Échec                      |

#### Mai
| Date        | Lanceur               | Base de lancement | Type             | Charge utile    | Notes                                     |
| 5 mai 1972  | Voskhod 11A57         | Baïkonour         | Orbite basse     | Zenit-4MK       | Satellite de reconnaissance               |
| 6 mai 1972  | Cosmos-3M             | Baïkonour         | Orbite basse     | Tsiklon         | Satellite de navigation                   |
| 17 mai 1972 | Voskhod 11A57         | Baïkonour         | Orbite basse     | Zenit-2M        | Satellite de reconnaissance               |
| 19 mai 1972 | Molnia M              | Baïkonour         | Orbite de Molnia | Molniya-2       | Satellite de télécommunications           |
| 20 mai 1972 | Titan 24B             | Vandenberg        | Orbite basse     | KH-8            | Satellite de reconnaissance optique Échec |
| 25 mai 1972 | Voskhod 11A57         | Baïkonour         | Orbite basse     | Zenit-4M        | Satellite de reconnaissance               |
| 25 mai 1972 | Thorad SLV-2H Agena D | Vandenberg        | Orbite basse     | Corona KH-4B-8R | Satellite de renseignement optique        |

#### Juin
| Date         | Lanceur              | Base de lancement | Type                   | Charge utile     | Notes                           |
| 9 juin 1972  | Voskhod 11A57        | Baïkonour         | Orbite basse           | Zenit-4M         | Satellite de reconnaissance     |
| 13 juin 1972 | Atlas SLV-3C Centaur | Cape Canaveral    | Orbite géostationnaire | Intelsat IV F5   | Satellite de télécommunications |
| 21 juin 1972 | Voskhod 11A57        | Baïkonour         | Orbite basse           | Zenit-2M         | Satellite de reconnaissance     |
| 23 juin 1972 | Cosmos-3M            | Baïkonour         | Orbite basse           | Strela-2M        | Satellite de télécommunications |
| 23 juin 1972 | Voskhod 11A57        | Baïkonour         | Orbite basse           | Zenit-4M         | Satellite de reconnaissance     |
| 26 juin 1972 | Soyouz 11A511        | Baïkonour         | Orbite basse           | Soyouz n°33A     | Test Soyouz                     |
| 29 juin 1972 | Molnia M             | Baïkonour         | Orbite haute           | Prognoz-2        | Etude de la magnétosphère       |
| 30 juin 1972 | Cosmos-2             | Kapoustine Iar    | Orbite basse           | Intercosmos 7    | Observatoire solaire            |
| 30 juin 1972 | Cosmos-2             | Baïkonour         | Orbite basse           | DS-P1-I No. 12   | Calibration radar               |
| 30 juin 1972 | Vostok 8A92M         | Baïkonour         | Orbite héliosynchrone  | Meteor-MV No. 26 | Satellite météorologique        |

#### Juillet
| Date            | Lanceur        | Base de lancement | Type           | Charge utile       | Notes                               |
| 5 juillet 1972  | Cosmos-2       | Baïkonour         | Orbite basse   | DS-P1-Yu No. 56    | Calibration radar                   |
| 6 juillet 1972  | Voskhod 11A57  | Baïkonour         | Orbite basse   | Zenit-4M           | Satellite de reconnaissance         |
| 7 juillet 1972  | Titan IIID     | Vandenberg        | Orbite basse   | KH-9 SV-3          | Satellite de reconnaissance optique |
| 7 juillet 1972  | Titan IIID     | Vandenberg        | Orbite basse   | P-11 2e génération | Satellite d'écoute électronique     |
| 10 juillet 1972 | Cosmos-3M      | Baïkonour         | Orbite basse   | Tselina-OM         | Satellite d'écoute électronique     |
| 12 juillet 1972 | Cosmos-2       | Kapoustine Iar    | Orbite basse   | DS-P1-Yu No. 50    | Calibration radar                   |
| 13 juillet 1972 | Soyouz 11A511M | Baïkonour         | Orbite basse   | Zenit-4MT          | Satellite de reconnaissance         |
| 19 juillet 1972 | Voskhod 11A57  | Baïkonour         | Orbite basse   | Zenit-4M           | Satellite de reconnaissance         |
| 20 juillet 1972 | Cosmos-3M      | Baïkonour         | Orbite basse   | Strela-1M x 8      | Satellites de télécommunications    |
| 23 juillet 1972 | Delta 0900     | Vandenberg        | Orbite polaire | Landsat 1          | Satellite d'observation de la Terre |
| 28 juillet 1972 | Voskhod 11A57  | Baïkonour         | Orbite basse   | Zenit-2M           | Satellite de reconnaissance         |
| 29 juillet 1972 | Proton-K       | Baïkonour         | Orbite basse   | Saliout 2          | Station spatiale Échec              |

#### Août
| Date         | Lanceur              | Base de lancement | Type           | Charge utile                        | Notes                                      |
| 2 août 1972  | Voskhod 11A57        | Baïkonour         | Orbite basse   | Zenit-4M                            | Satellite de reconnaissance                |
| 13 août 1972 | Scout D-1            | Wallops Island    | Orbite basse   | Explorer 46                         | Étude des micrométéorites                  |
| 16 août 1972 | Cosmos-3M            | Baïkonour         | Orbite basse   | Zaliv                               | Satellite de navigation/télécommunications |
| 18 août 1972 | Voskhod 11A57        | Baïkonour         | Orbite basse   | Zenit-4MK                           | Satellite de reconnaissance                |
| 19 août 1972 | Mu-4S                | Uchinoura         | Orbite moyenne | Denpa                               | Etude de la haute atmosphère               |
| 21 août 1972 | Atlas SLV-3C Centaur | Cape Canaveral    | Orbite basse   | Orbiting Astronomical Observatory 3 | Observatoire solaire                       |
| 21 août 1972 | Tsiklon-2            | Baïkonour         | Orbite basse   | US-A                                | Satellite de reconnaissance radar          |
| 30 août 1972 | Voskhod 11A57        | Baïkonour         | Orbite basse   | Zenit-2M                            | Satellite de reconnaissance                |

#### Septembre
| Date               | Lanceur       | Base de lancement | Type             | Charge utile | Notes                                      |
| 1er septembre 1972 | Titan 24B     | Vandenberg        | Orbite basse     | KH-8         | Satellite de reconnaissance optique        |
| 2 septembre 1972   | Voskhod 11A57 | Baïkonour         | Orbite basse     | Zenit-4M     | Satellite de reconnaissance Échec          |
| 2 septembre 1972   | Scout B-1     | Vandenberg        | Orbite basse     | TIP 1        | Satellite de navigation (Triad 1 initialt) |
| 15 septembre 1972  | Voskhod 11A57 | Baïkonour         | Orbite basse     | Zenit-2M     | Satellite de reconnaissance                |
| 16 septembre 1972  | Voskhod 11A57 | Baïkonour         | Orbite basse     | Zenit-4M     | Satellite de reconnaissance                |
| 19 septembre 1972  | Molnia M      | Baïkonour         | Orbite de Molnia | Oko          | Satellite d'alerte précoce                 |
| 23 septembre 1972  | Delta 1604    | Cape Canaveral    | Orbite basse     | IMP H        | Étude de la magnétosphère                  |
| 29 septembre 1972  | Cosmos-3M     | Baïkonour         | Orbite basse     | DS-P1-M Lira | Cible système anti-satellite               |
| 30 septembre 1972  | Molnia M      | Baïkonour         | Orbite de Molnia | Molniya-2    | Satellite de télécommunications            |

#### Octobre
| Date            | Lanceur        | Base de lancement | Type                  | Charge utile     | Notes                                 |
| 2 octobre 1972  | Atlas Burner 2 | Vandenberg        | Orbite polaire        | Radsat           | Mesure du rayonnement gamma diffus    |
| 4 octobre 1972  | Voskhod 11A57  | Baïkonour         | Orbite basse          | Zenit-4M         | Satellite de reconnaissance           |
| 5 octobre 1972  | Cosmos-2       | Baïkonour         | Orbite basse          | DS-P1-Yu No. 63  | Calibration radar                     |
| 10 octobre 1972 | Titan IIID     | Vandenberg        | Orbite basse          | KH-9 SV-4        | Satellite de reconnaissance optique   |
| 11 octobre 1972 | Cosmos-2       | Baïkonour         | Orbite basse          | DS-P1-Yu No. 49  | Calibration radar                     |
| 14 octobre 1972 | Molnia M       | Baïkonour         | Orbite de Molnia      | Molniya-1        | Satellite de télécommunications       |
| 15 octobre 1972 | Delta 0300     | Vandenberg        | Orbite héliosynchrone | NOAA 2           | Satellite météorologique              |
| 15 octobre 1972 | Delta 0300     | Vandenberg        | Orbite basse          | AMSAT P2 OSCAR 6 | Radio amateurs                        |
| 17 octobre 1972 | Cosmos-3M      | Baïkonour         | Orbite basse          | Strela-2M        | Satellite de télécommunications Échec |
| 18 octobre 1972 | Voskhod 11A57  | Baïkonour         | Orbite basse          | Zenit-2M         | Satellite de reconnaissance           |
| 25 octobre 1972 | Cosmos-2       | Baïkonour         | Orbite basse          | DS-P1-Yu No. 61  | Calibration radar                     |
| 26 octobre 1972 | Vostok 8A92M   | Baïkonour         | Orbite héliosynchrone | Meteor-M No. 25  | Satellite météorologique              |
| 31 octobre 1972 | Voskhod 11A57  | Baïkonour         | Orbite basse          | Zenit-4MK        | Satellite de reconnaissance           |

#### Novembre
| Date              | Lanceur        | Base de lancement | Type                   | Charge utile   | Notes                                        |
| 1er novembre 1972 | Cosmos-3M      | Baïkonour         | Orbite basse           | Strela-1M x 8  | Satellites de télécommunications             |
| 3 novembre 1972   | Cosmos-3M      | Baïkonour         | Orbite basse           | Tselina-OM     | Satellite d'écoute électronique              |
| 9 novembre 1972   | Thor Burner 2A | Vandenberg        | Orbite héliosynchrone  | DMSP 6530      | Satellite météorologique militaire           |
| 10 novembre 1972  | Delta 1914     | Cape Canaveral    | Orbite géostationnaire | Anik A1        | Satellite de télécommunications              |
| 15 novembre 1972  | Scout D-1      | San Marco         | Orbite basse           | SAS B          | Astronomie X                                 |
| 22 novembre 1972  | Scout D-1      | Vandenberg        | Orbite polaire         | ESRO 4         | Etude de l'ionosphère et de la magnétosphère |
| 23 novembre 1972  | N-1 11A52      | Baïkonour         | Orbite basse           | LK             | Maquette du vaisseau lunaire LK Échec        |
| 25 novembre 1972  | Voskhod 11A57  | Baïkonour         | Orbite basse           | Zenit-2M       | Satellite de reconnaissance                  |
| 30 novembre 1972  | Cosmos-2       | Baïkonour         | Orbite basse           | DS-U1-IK No. 2 | Etude de l'atmosphère                        |

#### Décembre
| Date             | Lanceur              | Base de lancement      | Type                  | Charge utile | Notes                                           |
| 2 décembre 1972  | Molnia M             | Baïkonour              | Orbite de Molnia      | Molniya-1    | Satellite de télécommunications                 |
| 7 décembre 1972  | Saturn V             | Centre spatial Kennedy | Orbite lunaire        | Apollo 17    | Mission habitée sur la Lune                     |
| 11 décembre 1972 | Delta 0900           | Vandenberg             | Orbite héliosynchrone | Nimbus 5     | Satellite météorologique                        |
| 12 décembre 1972 | Molnia M             | Baïkonour              | Orbite de Molnia      | Molniya-2    | Satellite de télécommunications                 |
| 14 décembre 1972 | Voskhod 11A57        | Baïkonour              | Orbite basse          | Zenit-4M     | Satellite de reconnaissance                     |
| 16 décembre 1972 | Scout D-1            | Vandenberg             | Orbite basse          | AEROS 1      | Étude de la haute atmosphère et de l'ionosphère |
| 20 décembre 1972 | Atlas SLV-3A Agena D | Cape Canaveral         | Orbite moyenne        | Canyon 5     | Écoute électronique                             |
| 21 décembre 1972 | Cosmos-3M            | Baïkonour              | Orbite basse          | Sfera        | Géodésie                                        |
| 21 décembre 1972 | Titan 24B            | Vandenberg             | Orbite basse          | KH-8         | Satellite de reconnaissance optique             |
| 25 décembre 1972 | Cosmos-3M            | Baïkonour              | Orbite basse          | Strela-2M    | Satellite de télécommunications                 |
| 27 décembre 1972 | Soyouz 11A511M       | Baïkonour              | Orbite basse          | Zenit-4MT    | Satellite de reconnaissance                     |
| 28 décembre 1972 | Vostok 8A92M         | Baïkonour              | Orbite basse          | Tselina-D    | Satellite d'écoute électronique                 |

## Vol orbitaux

### Par pays
| Pays             | Lancements | dont échecs partiels/totaux | Remarques |
| ---------------- | ---------- | --------------------------- | --------- |
| Japon            | 2          | 1                           |           |
| Union soviétique | 78         | 5                           |           |
| États-Unis       | 33         | 2                           |           |
| Total            | 113        | 8                           |           |

### Par lanceur
| Famille de lanceurs  | Pays             | Lancements | dont échecs partiels ou totaux | Remarques                                                  |
| -------------------- | ---------------- | ---------- | ------------------------------ | ---------------------------------------------------------- |
| Atlas                | États-Unis       | 1          |                                |                                                            |
| Atlas Agena          | États-Unis       | 1          |                                |                                                            |
| Atlas Centaur        | États-Unis       | 4          |                                |                                                            |
| Cosmos -/M/2         | Union soviétique | 13         | 1                              |                                                            |
| Cosmos 1/3/3M        | Union soviétique | 14         | 1                              |                                                            |
| Delta                | États-Unis       | 5          |                                |                                                            |
| Molnia               | Union soviétique | 11         | 1                              |                                                            |
| Mu                   | Japon            | 1          |                                |                                                            |
| N-1/N-2              | Japon            | 1          | 1                              |                                                            |
| Proton               | Union soviétique | 2          | 1                              |                                                            |
| Saturn V             | États-Unis       | 2          |                                | Les deux dernières missions habitées sur la lune du siècle |
| Scout                | États-Unis       | 5          |                                |                                                            |
| Soyouz               | Union soviétique | 3          |                                |                                                            |
| Thor                 | États-Unis       | 6          |                                |                                                            |
| Titan C,D,E          | États-Unis       | 4          |                                |                                                            |
| Titan II, IIIA, IIIB | États-Unis       | 5          | 2                              |                                                            |
| Tsiklon-2            | Union soviétique | 1          |                                |                                                            |
| Voskhod              | Union soviétique | 29         | 1                              |                                                            |
| Vostok               | Union soviétique | 5          |                                |                                                            |
| Total                |                  | 113        | 8                              |                                                            |

### Par type d'orbite
| Orbite                 | Lancements | Succès | Échecs | Orbite atteinte involontairement | Remarques                                                                             |
| ---------------------- | ---------- | ------ | ------ | -------------------------------- | ------------------------------------------------------------------------------------- |
| Basse                  |            |        |        |                                  |                                                                                       |
| Moyenne                |            |        |        |                                  |                                                                                       |
| Haute                  |            |        |        |                                  | dont Molnia, orbite de transfert vers la Lune, orbite elliptique à forte excentricité |
| Géosynchrone/transfert |            |        |        |                                  |                                                                                       |
| Héliocentrique         |            |        |        |                                  | dont orbite de transfert interplanétaire                                              |

### Par site de lancement
| Pays             | Base de lancement      | Nombre de lancements | Remarques |
| ---------------- | ---------------------- | -------------------- | --------- |
| États-Unis       | San Marco              | 1                    |           |
| Japon            | Uchinoura              | 1                    |           |
| Japon            | Baïkonour              | 1                    |           |
| Union soviétique | Kapoustine Iar         | 2                    |           |
| États-Unis       | Cape Canaveral         | 8                    |           |
| États-Unis       | Vandenberg             | 21                   |           |
| États-Unis       | Centre spatial Kennedy | 2                    |           |
| États-Unis       | Wallops Island         | 1                    |           |
|                  | Total                  | 113                  |           |

## Survols et contacts planétaires
| Date | Sonde spatiale | Événement | Remarque |
| ---- | -------------- | --------- | -------- |
|      |                |           |          |

### Sources
- (en) Jonathan McDowell, « Jonathan's Space Report », Jonathan's Space Page
- (en) Gunter Krebs, « Chronology of Space Launches », Gunter's Space Page